# Arbit Blatas
Arbit Blatas -nacido como Nicolai Arbitblatas-, fue un artista y escultor de ascendencia lituana-judía.

## Primeros años y carrera como artista
Nacido en Kaunas el 19 de noviembre de 1908, Arbit Blatas fue un talento precoz que comenzó a exponer en su país natal a los 15 años. Se marchó a París y, con 21 años, se convirtió en el miembro más joven de la Escuela de París. Cuando Blatas tenía 24 años, la Galería Nacional del Juego de Palma de París adquirió por primera vez algunos de sus cuadros; ya se había convertido en colega y amigo de muchas de las grandes figuras del mundo del arte parisino, como Vlaminck, Soutine, Picasso, Utrillo, Braque, Zadkine, Léger y Derain. A todos ellos los pintó y esculpió, así como a Bonnard, Vuillard, Matisse, Dufy, van Dongen, Cocteau, Marquet y muchos otros. Sus 30 retratos al óleo y en bronce se consideran un documento único de los pintores y escultores de ese dinámico periodo de la pintura francesa del siglo XX. En la década de 1930, Blatas expuso en Londres y Nueva York, así como en su hogar adoptivo de París. Al huir de la Europa ocupada por los nazis en 1941 hacia los Estados Unidos, Blatas se convirtió en ciudadano estadounidense. Después de la guerra, Blatas dividió su vida entre Nueva York y Francia; en 1947 fue elegido miembro vitalicio del Salón de otoño de este último país. Su bronce de tamaño natural de su colega y amigo Chaïm Soutine, realizado en 1967, fue muy admirado por André Malraux. En 1987, el Ayuntamiento de París instaló la estatua en Montparnasse y concedió a Blatas la Medalla de Oro. En el jardín del Hotel de Ville hay una estatua de tamaño natural de otro amigo y colega, Jacques Lipchitz. En 1978, Arbit Blatas fue nombrado Caballero de la Legión de Honor por el Gobierno francés por su contribución al arte francés como miembro destacado de la Escuela de París, y en 1994 fue ascendido al rango de Oficial de la Legión de Honor.

## El Holocausto
A finales de la década de 1970, el Holocausto -un tema que hasta entonces había permanecido latente para el artista- irrumpió en la obra de Blatas y siguió siendo un tema importante durante el resto de su vida. Su conexión personal con el Holocausto era profunda: sus padres fueron deportados de Lituania en 1941 y su madre murió en el campo de concentración de Stutthof, mientras que su padre logró sobrevivir al campo de concentración de Dachau. Después de la guerra, Blatas regresó a Francia para llevarse a su padre a Estados Unidos.
Blatas conmemoró el Holocausto en muchas obras importantes. Sus dibujos aparecieron en la serie de televisión estadounidense de 1978 Holocausto y constituyeron la base de cuatro monumentos públicos, consistentes en siete potentes bajorrelieves, conocidos como El Monumento al Holocausto, expuestos permanentemente en cuatro países: Italia, Francia, Estados Unidos y Lituania. En Italia, en el gueto de Venecia se encuentran dos grandes bajorrelieves: uno en memoria de la Shoah en general, y el segundo dedicado a los judíos venecianos que fueron deportados entre 1943 y 1944. 246 nombres escritos en una pared de madera detrás de un bajorrelieve con un tren. Ambos monumentos fueron realizados en los años 90.
La primera edición de este monumento se instaló en el histórico gueto veneciano el 25 de abril de 1980, con motivo de la Liberazione, la fiesta nacional que celebra la liberación del gobierno de Benito Mussolini . En esa ocasión, el entonces alcalde Mario Rigo condecoró a Blatas con la Venezia Riconoscente. El 19 de septiembre de 1993, en el mismo gueto, el entonces presidente de Italia, Oscar Scalfaro, honró a Blatas dedicándole su escultura El último tren, un monumento en honor al 50 aniversario de la deportación de los judíos del gueto veneciano. El distinguido historiador de arte italiano Enzo di Martini escribió sobre el Monumento al Holocausto de Blatas: "En completo contraste con sus pinturas, estos bronces están martillados y cincelados con ira y tragedia".
La segunda edición del Monumento al Holocausto se dedicó en el Mémorial du Martyr Juif Inconnu de París el 23 de abril de 1981. La tercera edición se colocó en el One Dag Hammarskjold Plaza el 25 de abril de 1982, por la Liga Antidifamación, frente a las Naciones Unidas en Nueva York. En 2009, esta edición se instaló de forma permanente en el Colegio de la Unión Hebrea - Instituto Judío de Religión de Nueva York. En 2003, la cuarta y última edición de esta serie de esculturas fue donada a título póstumo por su viuda como parte de la consagración del monumento conmemorativo en el Fuerte Noveno de Kaunas, Lituania, lugar de origen de los padres de Blatas, deportados en 1941.

## Marcel Marceau y la ópera de los tres peniques
Otros dos temas importantes se convirtieron en leitmotiv de la obra de Blatas: su gran amigo Marcel Marceau y "La ópera de los tres centavos". Ambos inspiraron al artista en pinturas, esculturas y litografías. Los retratos de Marceau van desde grandes retratos hasta estudios a pequeña escala, pasando por esculturas y conjuntos de litografías que capturan al mimo en el aire. Blatas asistió al estreno mundial de "La ópera de los tres centavos" en Berlín en 1928; la obra de teatro musical de Kurt Weill y Berthold Brecht inspiró a Blatas durante los siguientes 70 años. Su canon de obras que representan escenas y personajes de "La ópera de los tres centavos" incluye 18 retratos, 10 esculturas, varios lienzos de gran tamaño y conjuntos de litografías en color y en blanco y negro. El prefacio de Lotte Lenya, viuda de Weill, (publicado en "El arte de la ópera" (NYC) en junio de 1962) a la primera edición de litografías de La ópera de los tres centavos, rinde homenaje a la comprensión que Blatas tiene de la obra:

"Mi impresión inmediata de su trabajo fue: si alguna vez hubiera otra producción de 'La ópera de los tres centavos', me interesaría mucho ver qué haría Arbit Blatas con ella. Sus grabados me parecieron enormemente impresionantes, los personajes dibujados con la máxima seguridad, su sentido del color casi Grand Guignolish.  La dulzura venenosa de Polly, la elegancia bañada en sangre de Macheath, los siniestros Sr. y Sra. Peachum, las putas con su alegría siempre lista para la venta, todos ellos son llevados a la vida por un artista que conoce el significado de la obra y lo muestra en sus propias concepciones. He visto muchas producciones de "La ópera de los tres centavos".  Una diseñada por Arbit Blatas la añadiría con gusto a la lista de todas las que he visto hasta ahora"..

En 1984, la exposición "La ópera de los tres centavos" se presentó en el Teatro Goldoni de Venecia. A continuación, esta colección pasó al Museo de la Ciudad de Nueva York y a la sucursal del Instituto Goethe de Toronto en 1986. En mayo de 1994, la Grosvenor Gallery de Londres presentó la exposición "Arbit Blatas y su mundo musical y teatral". En 2000 y 2001, respectivamente, toda la colección de la "Ópera de los tres centavos" apareció como parte de las celebraciones del centenario de Kurt Weill en la Universidad de Belmont, Nashville, Tennessee, y en la Galería Leubsdorf, Hunter College, Nueva York.

## Carrera como diseñador
Durante las décadas de 1970 y 1980, Blatas diseñó escenarios y vestuario para nueve producciones internacionales de ópera en colaboración con su esposa, la reconocida mezzosoprano, Regina Resnik, como directora de escena. Estas producciones incluyeron " Elektra " ( Teatro La Fenice, Venecia; Teatro São Carlos, Lisboa; Opéra du Rhin, Estrasburgo ); " Carmen " ( Ópera Estatal de Hamburgo ); " Salomé " (Teatro São Carlos); " Falstaff " (Teatro Wielki, Varsovia; Teatro la Fenice; Teatro São Carlos; Festival de Madrid); " La dama de picas " (Ópera de Vancouver ; Ópera de Sídney ); y " El Oso " y " El Médium " (Teatro São Carlos).
En las décadas de 1980 y 1990 se celebraron importantes exposiciones de la obra de Blatas, entre ellas varias dedicadas a la Escuela de París. En Venecia, en 1982, los retratos de la Escuela de París se convirtieron en una gran exposición en la Iglesia de San Samuele bajo el auspicio conjunto del entonces alcalde de París, Jacques Chirac, y el entonces alcalde de Venecia, Mario Rigo. El Museo Bourdelle ofreció la primera gran exposición en París de la colección de retratos en 1986. En 1990, toda la colección de la Escuela de París se expuso en el Museo de los Años Treinta de Boulogne-Billancourt, que posteriormente adquirió la totalidad de la colección ahora instalada de forma permanente en las salas dedicadas a Blatas. En 1996, la Eastlake Gallery de Nueva York presentó a Blatas en una exposición titulada "Aspectos de Venecia". En 1997, la Beacon Hill Gallery, también de Nueva York, presentó una muestra retrospectiva, la última gran exposición de la obra del artista en vida.
Activo hasta los 90 años, el artista murió el 27 de abril de 1999 en su casa de Nueva York. Desde septiembre de 2008 hasta julio de 2009, se celebró el centenario del nacimiento de Arbit Blatas en "Arbit Blatas: A Centenary Exhibition" en el Hebrew Union College-Jewish Institute of Religion de Nueva York. Esta exposición reunió por primera vez todos los temas y medios principales de la obra de Blatas: Paisajes franceses y venecianos, temas musicales y teatrales en pintura, esculturas y litografías, la Escuela de París en escultura y diseños escénicos. El Holocausto fue homenajeado en la cuarta edición de Monumento al Holocausto y en cuatro grandes cuadros.
Los colores vivos y la alegría de vivir de Blatas se extienden por todo su canon pictórico: paisajes, retratos y bodegones. El crítico de arte francés Jean Bouret resumió al artista de esta manera: "Él es el color, su paleta es el color, exuberante y sensual, como el hombre". A lo largo de su vida, Arbit Blatas recibió muchos premios y honores. Entre ellos:

## Premios y honores
- 1947 - Elegido miembro vitalicio del Salon D'Automne (Francia)
- 1978 - Caballero de la Legión de Honor (Francia)
- 1980 - Medalla de oro "Venezia Riconoscente" - presentada por el alcalde Mario Rigo
- 1982 - Medalla de Masada (Israel)
- 1982 - Honor especial de la ciudad de Nueva York
- 1987 - Commandeur - Médaille de Vermeil (Ciudad de París)
- 1993 - Medalla de Oro de Honor, Ciudad de Venecia (Italia) - entregada por el presidente de Italia
- 1993 - Medalla Presidencial de Italia
- 1994 - Oficial de la Legión de Honor (Francia)
- 2008 - Cruz de Comandante de la Orden del Mérito de Lituania (póstuma)

## Trabajos seleccionados

### Litografías
- Homage a l'Ecole de Paris : Ediciones Marcel Sautier, París y Graphophile, Nueva York; Prefacio de Emily Genauer (litografías de los pintores de la Escuela de París)
- Marcel Marceau : Prefacio de Marcel Marceau; Ediciones Marcel Sautier, París; (once litografías en blanco y negro)
- L'Opera des Gueux : Ediciones Marcel Sautier, París; prefacios de Jean Bouret y Lotte Lenya; (litografías en color)
- Resnik : Editeur Archée, Auver-sur-Oise; Introducción por Winthrop Sargeant ; Prefacio de Jean Bouret; (diez litografías en blanco y negro)
- Las óperas más queridas del mundo : Ediciones Jean Lavigne, París; (seis litografías en color)